# Liste der Fließgewässer im Flusssystem Kanzelbach

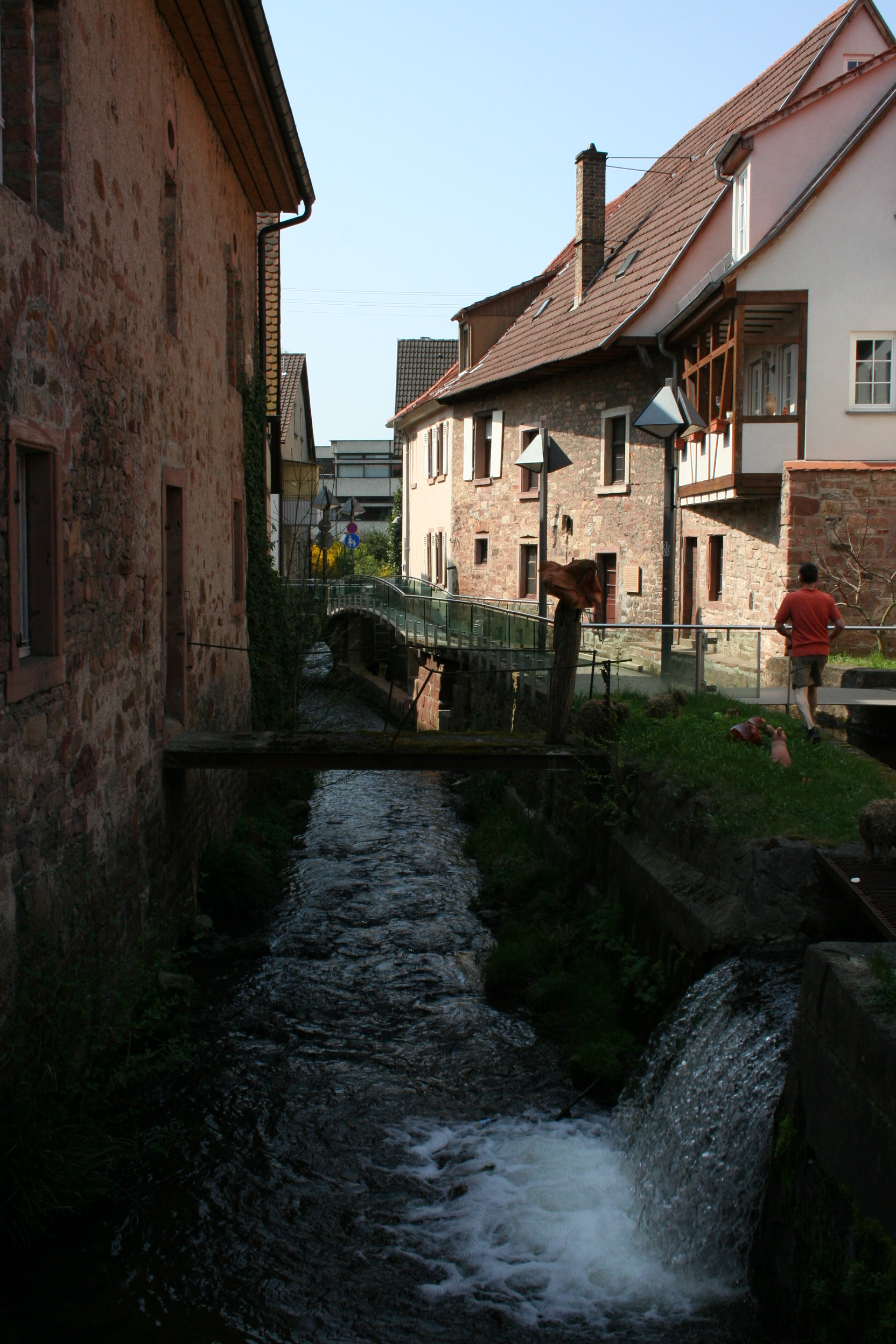
Der Kanzelbach in der Schriesheimer Altstadt

Die Liste der Fließgewässer im Flusssystem Kanzelbach umfasst alle direkten und indirekten Zuflüsse des Kanzelbaches, soweit sie in der Topographischen Karte („TK 25“) oder in der Gewässernetzkarte des LUBW aufgeführt sind, ausgenommen völlig unbedeutende Rinnsale (Hangzuflüsse an Quellbächen usw., von diesen gibt es vor allem an den Nordhängen an Altenbach und Katzenbach viele). Die Längenangaben wurden auf der TK abgemessen und auf eine Nachkommastelle gerundet. Die einem Gewässer zufließenden Nebengewässer werden jeweils eingerückt und flussabwärts aufgeführt. Die orografische Richtungsangabe bezieht sich auf das direkt übergeordnete Gewässer. Nur die kursivierten Namensbestandteile sind wörtlich aus der LUBW-Karte, der TK 25 oder dem lokalen Sprachgebrauch entnommen, die nichtkursivierten Teile oder Gesamtbezeichnungen sind geographisch beschreibend zu verstehen.

## Kanzelbach
Der Kanzelbach  ist ein etwa 13 km langer linker Zufluss des Neckars im nordwestlichen Baden-Württemberg. Er entsteht nahe beim Gehöft Röschbach etwa 1,2 km südöstlich des Stadtteils Altenbach von Schriesheim. Dabei handelt es sich nicht um den längsten Oberlauf, der unten zuerst genannte rechte Zufluss Bestbach ist etwa 0,7 km länger. Abschnittsweise trägt er andere Namen, siehe dazu unten.

## Zuflüsse
Gewässer im Flusssystem des Kanzelbaches
Längen auf der Topographischen Karte 1:25.000 abgemessen und gerundet auf volle hundert Meter; Namen, Verlauf ergänzt nach der Gewässernetzkarte des LUBW
- Kanzelbach, mündet von rechts im Süden Ladenburgs in den Neckar, 13,1 km lang (gemessen über den Losgraben, s. u.). Der 3,7 km lange Oberlauf bis hin zum Zufluss des Rimbachs oder Rinnbachs wird auch Altenbach genannt[1]. Der alleroberste Quellast bis zum Zufluss des längeren Bestbaches ist nur 0,9 km lang

- Bestbach, mündet von rechts in Altenbach, Ecke Neue Anlage/Hauptstraße, 1,7 km lang.
- Gernbach, mündet von rechts in Altenbach bei der Einmündung der Rathausstraße in die Hauptstraße, 1,3 km lang
- Kleewiesengraben, mündet von rechts in Altenbach, ebenfalls bei der Einmündung der Rathausstraße in die Hauptstraße, 1,1 km lang
- Ursenbach, mündet von rechts beim Ursenbacher Hof, 2,1 km lang (Gesamtlänge mit dem linken gleichnamigen Quellast als Oberlauf)

- längerer, linker Quellbach des Ursenbachs, 0,8 km (Bach entspringt in Gemarkung Hansenbühl und fließt dort südlich)

- unbenannter Zufluss, mündet von links in Gemarkung Hansenbühl, 0,3 km lang

- kürzerer, rechter Quellbach des Ursenbachs, mündet von rechts südöstlich von Ursenbach, 0,6 km lang (Bach entspringt im Ortsbereich von Ursenbach und fließt südöstlich)

- unbenannter längerer Zufluss, mündet von links in den „rechten“ Ursenbach südöstlich des Dorfs Ursenbach etwa 30 m vor dessen Zusammenfluss mit dem linken, 0,9 km lang. (Es ist der längste Quellast des Ursenbaches überhaupt, ihn als Hauptast zu nehmen würde die Länge des Ursenbachs auf 2,2 km erhöhen)

- unbenannter Zufluss, mündet von rechts an der Südspitze der Ursenbacher Rodungsinsel, 0,4 km lang

- Rimbach (oder Rinnbach), mündet von links etwa 0,6 km südsüdwestlich des Ursenbacher Hofes, 2,4 km lang.

- (Bach durch den Hagelsgrund), mündet von links in den Mittellauf des Rimbachs, 0,8 km lang

- (Bach durch die Große Fohklinge), mündet von links unmittelbar vor dem Rückhaltebecken, 0,5 km lang
- (Bach durch die Kleine Fohklinge), mündet von links unterhalb des Damms des Rückhaltebeckens, 0,4 km lang

Etwa 200 m vor dem unteren Zusammenfluss mit dem Katzenbach geht vom Altenbach links ein Zweig ab, der etwa 60 m früher mit dem Katzenbach zusammenfließt 
- Katzenbach, mündet von links etwa 300 m östlich der Abzweigung der L 596a von der L 536, 3,3 km lang

- (Bach durch die Drachendelle) oder Krachendelle, mündet von links, 0,9 km lang
- Leopoldsgraben oder Bach durch den Leopoldsgrund, mündet von links, 0,8 km lang
- Plattengraben, mündet von links gegenüber dem letzten Rechtsknick der L 536, bevor sie das Kanzelbachtal erreicht, 0,7 km lang

- Pappelbach, mündet von rechts beim Stamberger Bad, 1,6 km lang
- Allmesbach oder Allmannsbach, mündet von links beim Stamberger Bad, 1,3 km lang

Kurz danach geht links ein Mühlkanal von etwa 600 m Länge ab, der sich an den linken Hangfuß hält und beim Stamberger Talhof wieder mit dem Kanzelbach zusammenfließt.
- unbenannter Zufluss, mündet von links kurz vor dem Stamberger Talhof in den Mühlkanal, 0,4 km lang
- unbenannter Zufluss, mündet von links kurz vor dem Stamberger Campingplatz, 0,3 km lang
- Weittalbach, mündet von rechts gegenüber der Abzweigung der Straße Weitestal von der Talstraße, 3,3 km lang

- (Bach durch den Bärengrund), mündet von links im oberen Weittal, 0,2 km lang
- (Bach durch den Hermansgrund), mündet von rechts im mittleren Weittal, 0,5 km lang
- Martinsbach, mündet von links südwestlich der Spatschlucht, 1,0 km lang

- (Unbenannter Zufluss), mündet von links östlich der Spatschlucht, 0,1 km lang

- Großer Heddesbach, mündet von rechts kurz vor Eintritt des Weittalbaches in die Kanzelbach-Aue, 1,5 km lang

- Kleiner Heddesbach, mündet von rechts im Unterlauf des Großen Heddesbaches, 0,4 km lang

Kurz danach geht links ein Mühlkanal von etwa 400 m Länge ab, der sich an die linke Talseite hält und vor Mündung des Geißenbaches (s. u.) in den Bach zurückfließt.
- (Bach durch den Felsengrund), mündet von rechts bei Talstraße Nr. 217 in den Kanzelbach selbst, 0,5 km lang
- Geißenbach oder Geisenbach, mündet von links beim Altersheim, 1,0 km lang
- (Unbenannter Bach), mündet von links etwa 200 m westlich der Stelle, wo die Branichstraße östlich in die Talstraße ausläuft, 0,3 km

Etwa gegenüber dem Besucherbergwerk Anna Elisabeth geht linksseitig noch ein Mühlkanal für wenigstens 200 m Länge ab. Danach verlässt der Bach den Odenwald und tritt hier im Ort Schriesheim in die Oberrheinische Tiefebene ein, wo er zumeist in reguliertem Lauf fließen und, von feldwegbegleitenden Rinnen abgesehen, nur noch einen bedeutenden Zufluss erfahren wird.
Bei der Unterquerung der A 5 teilt er sich dann auf in
• einen wasserreicheren, linken, etwa 3,0 km langen Zweig mit dem Namen Losgraben oder Kanzelbach, der einen Südsüdostbogen nimmt
• einen rechten, etwa 2,5 km langen Zweig mit dem Namen Kandelbach oder Kanzelbach, der zunächst in der alten Richtung fortfließt und dann am Ortsrand von Ladenburg nach Südwesten abknickt.
Diese Zweige kommen im Bereich der Ladenburger Sportanlagen wieder zusammen, etwa 0,6 km vor der Mündung.
- Rombach, mündet von links in den Losgraben zwischen Ladenburg-Neubotzheim und Ladenburg an der Alten Heidelberger Straße, 11,1 km lang. LUBW nennt ihn von seiner mündungsfernsten Quelle am Strangwasenbrunnen zwischen Weißem Stein und Hohem Nistler bis zur Mündung in den Losgraben durchweg Rombach, von der TK 25 wie den Einheimischen wird er mindestens bis nach Handschuhsheim hinein, wo er bald verdolt verläuft, Mühlbach genannt. (Länge desselben, bis Ortsmitte Handschuhsheim gemessen, 4,2 km.) Laut TK 25 heißt er Humpelsgraben im Abschnitt ab mindestens dem Zufluss des (Dossenheimer!) Mühlbachs bis zu dem des Mantelbachs. (Länge des so begrenzten Humpelsbaches 1,9 km, vom Strangwasenbrunnen an bis zum Mantelbach-Zufluss sind es etwa 8,1 km.)

- (Bach vom Einsiedlerbrunnen), von links im Rechtsbogen des Handschuhsheimer Mühltals, 0,5 km lang
- Höllenbach oder Hellenbach, Hellenbächl, mündet von rechts am Nordrand von Handschuhsheim am Wiesenweg, 2,1 km
- (Dossenheimer!) Mühlbach, mündet von rechts am Südende der Dossenheimer Boschstraße, 3,9 km lang

- Eisbuckel, mündet von links östlich von Dossenheim im dortigen(!) Mühltal zu Füßen der Ruine Kronenburg, 0,7 km lang
- Brenkenbach, mündet von rechts in Dossenheim bei der Ecke Friedrichsstraße/Wilhelmsstraße, 2,8 km  (Der Zufluss ist an der Mündung etwa 300 m länger als der Dossenheimer Mühlbach selbst)

- Mantelbach, mündet von rechts etwa 200 m östlich der Unterführung der K 4142 unter der A 5, 3,0 km lang

Der Kanzelbach mündet nach 13,1 km in den Neckar, etwa 100 m nördlich der Landungsstelle der Fähre von Ladenburg nach Neckarhausen